# Eugène Yakovlevitch Remez
Eugène Iakovlevitch Remez (né le 17 février 1896 à Mstislav, empire russe, aujourd'hui en Biélorussie; mort le 31 août 1975 à Kiev, Ukraine) est un mathématicien soviétique. Il a imaginé un algorithme rapide de calcul de l'approximation polynomiale des fonctions réelles par les polynômes de Tchebychev, l'Algorithme de Remez (1934).

## Biographie sommaire
Remez acheva ses études secondaires en 1916 au lycée de Mszislavl puis de 1917 à 1924 étudia les mathématiques et la physique théorique à l’Université de Kiev (qui était à l'époque l’« Institut d'éducation populaire »). Ensuite il enseigna l’analyse, la théorie des équations différentielles et la géométrie différentielle à l’Université de Kiev, ainsi que la mécanique à l’Institut polytechnique de Kiev, tout en préparant une thèse sur les méthodes de quadrature approchée des équations différentielles avec détermination exacte de l'erreur, qu'il soutint en 1929. En 1936, il passa sa thèse d'habilitation.
Il se consacra principalement à la théorie de l'approximation et aux méthodes constructives de la théorie des fonctions, pour lesquelles il prolongea les recherches de Tchebychev, dont il édita d'ailleurs les œuvres. Il passa toute son existence à Kiev, où il enseignait dans plusieurs établissements, parmi lesquels l’École des Mines, l’Institut pédagogique et  l’Institut de Géologie. En 1939 on lui attribua une chaire au nouvel Institut de Mathématiques de l’Académie nationale des sciences d'Ukraine.

## Note
1. ↑  Communications originales : « Sur un procédé convergent d'approximations successives pour déterminer les polynômes d'approximation », Comptes rendus hebdomadaires des séances de l'Académie des sciences, no 198,‎ 1934, p. 2063-2065 ; « Sur le calcul effectif des polynômes d'approximation de Tchebytcheff », Comptes rendus hebdomadaires des séances de l'Académie des sciences, no 198,‎ 1934, p. 337-340